# Cherono Koech
Cherono Koech (ur. 8 grudnia 1992 w Nakuru) – kenijska lekkoatletka specjalizująca się w biegach średniodystansowych.

## Osiągnięcia
| Rok  | Impreza                               | Miejsce    | Konkurencja   | Lokata     | Wynik   |
| ---- | ------------------------------------- | ---------- | ------------- | ---------- | ------- |
| 2009 | Mistrzostwa świata juniorów młodszych | Bressanone | bieg na 800 m | 1. miejsce | 2:01,67 |
| 2010 | Mistrzostwa świata juniorów           | Moncton    | bieg na 800 m | 2. miejsce | 2:02,29 |
| 2010 | Igrzyska Wspólnoty Narodów            | Nowe Delhi | bieg na 800 m | –          | DQ      |
| 2011 | Mistrzostwa Afryki juniorów           | Gaborone   | bieg na 800 m | 2. miejsce | 2:06,49 |
| 2012 | Igrzyska olimpijskie                  | Londyn     | bieg na 800 m | półfinał   | 2:00,53 |

## Rekordy życiowe
- Bieg na 800 metrów – 1:59,68 (2011)